# Нечволодова, Нина Николаевна

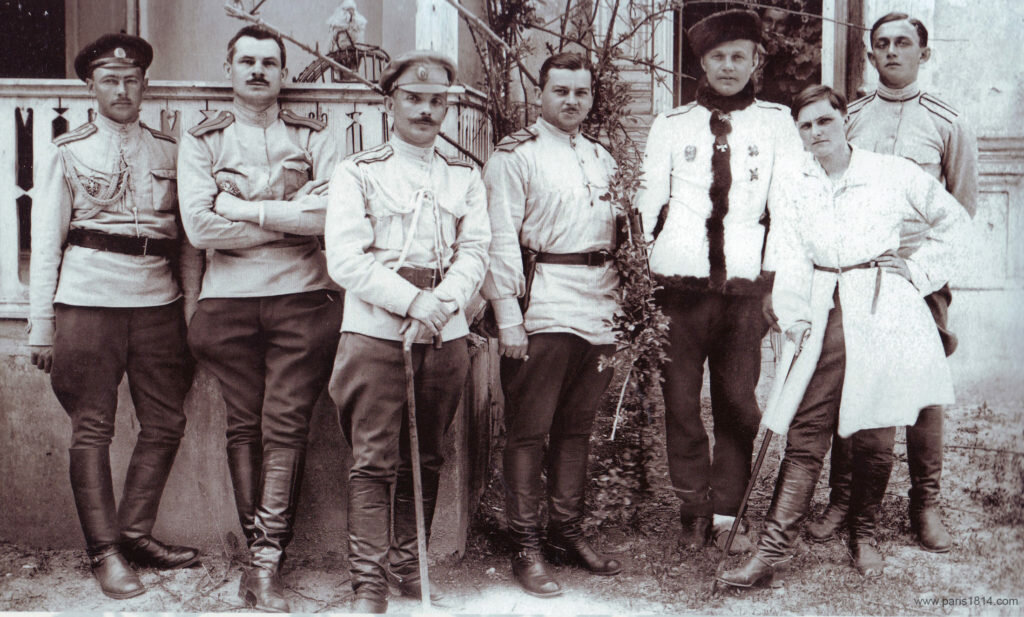
Командир Крымского корпуса генерал-лейтенант Я. А. Слащёв (третий справа) с чинами своего штаба: начальник штаба корпуса генерал-майор Г. А. Дубяго (четвёртый справа), ординарец Слащёва Н. Н. Нечволодова (справа на переднем плане). Крым, апрель — май 1920.

Ни́на Никола́евна Нечволо́дова (1899 — после 1929), она же «юнкер Нечволодов» — вторая (с 1920 года) жена белого генерала Я. А. Слащёва.

## Биография
Родилась в 1899 году. По некоторым сведениям — племянница и. о. начальника Главного артиллерийского управления РККА П. П. Нечволодова.

### Первая мировая война
Добровольцем пошла на фронт Первой мировой войны; в 1916 году во время Брусиловского прорыва на её груди было уже два Георгиевских креста. После Октябрьской революции воевала в Добровольческой армии против красных.

### Гражданская война
Вторая (с 1920 года) жена белого генерала Я. А. Слащёва, сражалась бок о бок с белым генералом с 1918 года. Водила войска в атаку, имела боевые ранения. В этот момент была замечена мемуаристом Иваном Сагацким в ношении двух Георгиевских крестов, возможно полученных ею уже во время Гражданской войны:
...Около вагона Слащова стояла большая группа и Ниночка-ординарец. Это была миловидная и стройная девица в белой рубахе с погонами унтер-офицера и одним или двумя Георгиевскими крестиками, в кавалерийских синих бриджах и сапогах со шпорами. Мне успели шепнуть, что Ниночка — из хорошей семьи, ведет себя безупречно и вполне заслуживает свои Георгиевские крестики…

### Возвращение в СССР
После поражения Белого движения семья Слащёва находилась в Турции и бедствовала. Затем генерал принял амнистию и предложение большевиков о возвращении в Россию.
Он преподавал на курсах «Выстрел», вместе с женой они должны были сняться в роли самих себя в фильме «Врангель» (1925).
В 1929 году генерал был убит на своей квартире.
Убийца Лазарь Коленберг брал у Слащева частные уроки военной тактики, причем Нечволодова на следствии утверждала, что Слащев отмечал некую странность в поведении Коленберга — тот был очень слаб в тактике, но приносил Слащеву отлично выполненные домашние задания, которые выполнял кто-то намного более сильный в тактике, чем Коленберг.
11 января 1929 года, в день рождения Слащева, Коленберг пришёл к нему на квартиру около 19 часов, с «Парабеллумом» в полевой сумке. Через полчаса после начала занятия Коленберг выхватил пистолет и сказал: «Довольно играть комедию! Вот тебе за то, что расстреливал, вешал и расстрелял моего брата!» и выстрелил Слащеву в грудь, после чего тот упал на пол со стула. На звук выстрела в комнату вбежала жена Слащева: увидев вооруженного убийцу, она тут же выбежала.
О судьбе Нины Николаевны после этого события существуют только версии. По одной из них, она работала в театре и кино, стала сценаристом фильма «Юность» (1937) и автором книги «Юность Ленина». Если эти сведения верны, она могла дожить, как минимум, до 1950-х годов.

### Проблема именования
Вероятно, неясный статус Нечволодовой при Слащёве во время Гражданской войны вызывал желание замаскировать её нахождение при штабе. Мемуаристы приводят целый ряд вариантов её псевдонима.
Мемуарист[какой?] писал о контрударе на Чонгаре в марте 1920 года: «„В таком случае я сам атакую противника и захвачу его!“, — сказал Слащев и приказал „ординарцу Никите“ передать начальнику Константиновского военного училища приказание прибыть с училищем и музыкой на позицию». Сам Слащёв в мемуарах пишет «юнкер Нечволодов». Князь В. А. Оболенский не по слухам, а после личного общения называет её «Варенька». А. Н. Вертинский, посетивший Слащёва в Галате, в Константинополе пишет, что среди небольшого числа людей, не покинувших генерала, «была и „знаменитая“ Лида».

## Семья
Существуют сведения, что у неё был брат, предотвративший красный мятеж под руководством Гикало в Грозном

## В культуре
- Выведена в пьесе М. Булгакова «Бег» как ординарец генерала Чарноты — Люська Корсакова[14].
- Упоминается как Лида и Юнкер Ничволодов в воспоминаниях «Дорогой длинною…» А. Н. Вертинского.
- Упоминается в художественных повестях И. Болгарина: «Милосердие палача», «Багровые ковыли» (3-я и 4-я книги в цикле «Адъютант его превосходительства», посвящённом приключениям чекиста Павла Кольцова)